# Orlane Zavaroni
Orlane Zavaroni est une céramiste, mosaïste et illustratrice française, née le 9 janvier 1961 à Paris.

## Biographie
Fille du sculpteur Aroldo Zavaroni et de la styliste Françoise Zavaroni, Orlane a grandi à Albas (Lot) avec sa sœur, l'architecte Sophie Zavaroni. Elle a exercé en tant qu'architecte à Paris, avant d'arrêter en 2013 pour se consacrer à la céramique dans son atelier de Montcuq.
Passionnée par l'Art premier et roman, son univers se nourrit principalement de l’imaginaire animal qu'elle s’amuse à décliner selon le principe de « thème et variations ». Pour ses sculptures, elle utilise différentes terres de grès, certaines terres locales et de la faïence. Chacune de ses pièces est unique, montée aux colombins, cuite entre 900 et 1200 degrés puis selon le cas, enfumée avec des végétaux ou patinée à la cire d’abeille teintée aux ocres.
Ses mosaïques sont composées de tesselles, de galets ou de graviers de rivière, réalisées sur une surface extérieure (terrasse, seuil d’entrée de maison, etc.) ou sur des panneaux libres (tableaux, tables basses, etc.).
À travers ses illustrations, elle se plaît à mettre en scène son bestiaire dans un univers nourri d'humour et de poésie.

## Expositions
- 2015 : « Stefaan Eyckmans et Orlane Zavaroni » à la Galerie du Lion d'or (Montcuq)[4]
- 2017 : « La saison artistique » à l'Espace Points de vue (Lauzerte)[5],[6]
- 2017 : « Les œuvres de la famille Zavaroni » à la Galerie du Lion d'Or (Montcuq)[7]
- 2018 : « Grand Salon International du Petit Format » à la Maison des Associations de Toulouse
- 2018 : « Orlane Zavaroni, Jean-François Delorme, Marjon Mudde » à la galerie de l’association ADPIC (Lauzerte)
- 2019 : « Marie-Laure Drillet et Orlane Zavaroni » au Fourmillard (Cahors)
- 2019 : Ouverture de la Galerie Couleur Ciel (Cordes-Sur-Ciel)
- 2019 : Exposition de cinq artistes à la galerie du Grenier aux Artistes (Roquecor)
- 2019 : Exposition au Fournil et Artistes d’Ici (Castelnau-Montratier)
- 2019 : « Orlane Zavaroni, Darina Raskova » à l'espace des Amis de la maison Jacob (Castelnau-Montratier)[8],[9]
- 2020 : « La saison artistique » à l'Espace Points de vue (Lauzerte)